# Faser-Bragg-Gitter
Faser-Bragg-Gitter sind in Lichtwellenleiter eingeschriebene optische Interferenzfilter. Wellenlängen, die innerhalb der Filterbandbreite um λB liegen, werden reflektiert.

Lichtwellenleiter mit Bragg-Gitter
Gitterperiode, n = Brechungsindex, P_{I} = Eingangsleistung, P_{B} = reflektierte Leistung, P_{T} = durchgehende Leistung, = Wellenlänge des Lichts

## Aufbau
Die einzelnen Schichten werden mittels UV-Licht (z. B. eines Excimerlasers mit λ = 248 nm) in die Glasfaser eingeschrieben. In dem Faserkern entsteht eine periodische Modulation des Brechungsindex, mit hohen und niedrigen Brechungsindexbereichen, die das Licht einer bestimmten Wellenlänge reflektiert (Bandsperre). Die Mittenwellenlänge der Filterbandbreite in Monomodefasern ergibt sich durch die Bragg-Bedingung:
{\displaystyle \lambda _{B}=n_{\text{eff}}\cdot 2\Lambda =n_{\text{eff}}\cdot \lambda }
Darin ist neff der effektive Brechungsindex und Λ die Gitterperiode. Der effektive Brechungsindex neff hängt von der Geometrie (Kern- und Manteldurchmesser) des Wellenleiters, den Brechungsindizes  n1, n2, n3 und von den Wellenmoden ab. Dabei ist λB die Wellenlänge im Vakuum und λ die (effektive) Wellenlänge im Wellenleiter. Die spektrale Breite des Bandes hängt von der Länge des Faser-Bragg-Gitters und der Stärke der Brechungsindexänderung zwischen den benachbarten Brechungsindexbereichen ab.

## Funktion
Die Welle breitet sich sowohl im Kern als auch im Mantel des Wellenleiters aus, analog zu einer elektromagnetischen Welle (Photonen) im endlichen Potentialtopf. Deshalb hängt der effektive Brechungsindex von allen drei Brechungsindizes ab. Im Mantel nimmt die Intensitätsverteilung der Welle mit der e-Funktion ab.
Der Kern der Faser ist aus aufeinanderfolgenden Abschnitten der Länge λ/2=Λ (im Medium) zusammengesetzt.  Die Länge Λ setzt sich aus zwei λ/4 Stücken zusammen, die sich im Brechungsindex unterscheiden. An jeder Grenzfläche wird ein Teil der eingespeisten Amplitude durch die Fresnel-Reflexion (Fresnelsche Formeln (Senkrechter Einfall)) reflektiert. Die periodische Änderung des Brechungsindex bzw. der Wellenimpedanz bewirkt, dass die reflektierte Welle am Ende jedes λ/4 Stücks entweder einen Phasensprung von 0° oder 180° erfährt. Durch Mehrfachreflexion kommt es bei der reflektierten Welle zu konstruktiver Interferenz.
Diese Aufeinanderfolge von λ/2-Schichten entspricht in etwa dem Gegenstück einer Antireflexbeschichtung für eine bestimmte Wellenlänge λ, bei der das zweimalige Durchqueren einer λ/4-Schicht (mit dem Gangunterschied λ/2) zu destruktiver Interferenz führt.
Der Unterschied der Brechungsindizes n2 und n3 ist aus herstellungstechnischen Gründen nicht sehr groß, deshalb gelingt auch keine völlige Amplitudenauslöschung bei zu wenigen aufeinanderfolgenden Schichten.
Das elektrische Analogon eines Faser-Bragg-Gitters bei erheblich größeren Wellenlängen wäre eine Aufeinanderfolge von λ/2-Leitungsstücken unterschiedlicher Wellenimpedanz. Durch die Fehlanpassung an jedem Verbindungspunkt wird ein Teil der Energie reflektiert.

## Anwendungen
- In der optischen Nachrichtentechnik als Filter zur Trennung verschiedener Kanäle beim Wellenlängen-Multiplexverfahren (WDM)
- wellenlängenselektiver Faserreflektor bei fasergekoppelten Diodenlasern
- optisches Element im Resonator eines Faserlasers
- Sensoren für Temperatur und Dehnung anhand der sich ändernden reflektierten Wellenlänge:

Die Wellenlänge {\displaystyle \lambda _{\text{B}}} verschiebt sich um {\displaystyle \delta _{\lambda }} mit der Temperatur T und der relativen Dehnung {\displaystyle \epsilon } der Glasfaser:
{\displaystyle {\frac {\delta _{\lambda }}{\lambda _{\text{B}}}}=k\cdot \epsilon +\alpha _{\text{n}}\cdot \delta _{\text{T}}}
mit: 
{\displaystyle \alpha _{\text{n}}}: Änderung des Brechungsindex, typ 5…8 × 10−6 K−1
{\displaystyle k}: Konstante, typ. 0,78
Die Dehnung der Faser setzt sich aus dem Anteil der von außen aufgebrachten Dehnung {\displaystyle \epsilon _{\text{m}}} und der thermischen Ausdehnung {\displaystyle \epsilon _{\text{T}}} zusammen: {\displaystyle \epsilon =\epsilon _{\text{m}}+\epsilon _{\text{T}}} und man erhält für die Temperaturabhängigkeit {\displaystyle \delta _{\text{T}}} von {\displaystyle {\frac {\delta _{\lambda }}{\lambda _{\text{B}}}}}:
{\displaystyle \delta _{\text{T}}={\frac {1}{k\cdot \alpha _{\text{T}}+\alpha _{\text{n}}}}\cdot {\frac {\delta _{\lambda }}{\lambda _{\text{B}}}}}
mit: 
{\displaystyle \alpha _{\text{T}}}: thermische Ausdehnung der Glasfaser, typ 0,6 × 10−6 K−1
und für die Dehnungsabhängigkeit {\displaystyle \epsilon }:
{\displaystyle \epsilon ={\frac {1}{k}}\cdot {\frac {\delta _{\lambda }}{\lambda _{\text{B}}}}}
und bei gleichzeitig geänderter Temperatur und mechanischer Belastung:
{\displaystyle \epsilon ={\frac {1}{k}}\cdot {\frac {\delta _{\lambda }}{\lambda _{\text{B}}}}-\left(\alpha _{\text{struktur}}+{\frac {\alpha _{\text{n}}}{k}}\right)\cdot \delta _{T}}
Faser-Bragg-Gitter lösen Druckkräfte von mehreren Bar und Temperaturänderungen von 100 K recht gut auf.
Ein typisches Gitter, das auf 1500 nm abgestimmt ist, verschiebt sich um 0,1 nm bei einer Temperaturänderung von 10 K, ebenso bei einer Längenänderung von 10−4.